# Morti nell'82 a.C.
| Questa pagina contiene informazioni ricavate automaticamente dalle voci biografiche con l'ausilio del template Bio e di un bot. L'aggiornamento è periodico e automatico e ricostruisce completamente la pagina. Se manca una persona in questa lista, sei pregato di non aggiungerla, ma accertati piuttosto che la sua voce biografica contenga il template Bio e che i dati anagrafici siano correttamente compilati. Se il template Bio manca, inseriscilo tu stesso o, in alternativa, metti l'avviso {{tmp\|Bio}} che ne segnala la mancanza. Se i dati riportati sono sbagliati, correggi direttamente la voce biografica; le modifiche saranno visibili in questa lista entro pochi giorni. Per chiarimenti vedi il progetto biografie. La lista contiene solo le 10 persone che sono citate nell'enciclopedia e per le quali è stato implementato correttamente il template Bio. Pagina aggiornata al 27 gen 2025. |

- 2 novembre - Ponzio Telesino, condottiero sannita
- 3 novembre - Marco Lamponio, generale sannita
- Publio Antistio, politico romano
- Gneo Papirio Carbone, politico romano
- Emilia Scaura, nobildonna romana (n. 100 a.C.)
- Marco Mario Gratidiano, politico romano
- Gaio Marcio Censorino, politico e militare romano
- Gaio Mario il Giovane, politico romano
- Quinto Mucio Scevola, giurista e politico romano (n. 140 a.C.)
- Quinto Valerio Sorano, politico romano